# 養父直人
養父 直人（やぶ なおと、1970年9月30日‐）は、兵庫県出身の柔道選手。現役時代は95kg超級の選手。身長182cm、体重120kg。得意技は払腰。

## 経歴
小学校4年の時に、父親の勧めもあり柔道を始めた。
中学3年次に近畿大会（78kg級）で優勝し頭角を現すと、天理高校に入学してからは1988年の全国高校選手権で初代の個人戦無差別チャンピオンに輝いたほか、インターハイの重量級でもベスト8という成績を残した。1989年春に天理大学入学後は、東京五輪銅メダリストの金義泰の指導のもと得意技の払腰に一層磨きをかけ、団体戦・個人戦で活躍した。大学2年次には三船杯で、ソウル五輪銀メダリストのヘンリー・ストール（東ドイツ）を払腰で投げ飛ばしている。大学4年次の1992年にはドイツ国際や全日本体重別選手権でも優勝を果たし、ポスト小川直也の有力候補の1人として期待されるようになる。その反面、学生選手権や学生体重別では上位に顔を出すものの優勝までには至らず。特に大学4年の全日本学生選手権では、決勝で86kg級の中村佳央にいいところなく敗れて2位に終わる。新日鉄広畑に入社後は全日本選手権で3年連続3位になったり、ドイツ国際で自身2度目の優勝を飾ったりするが、小川直也や篠原信一ら強豪がしのぎを削る当時の重量級において、オリンピックや世界選手権代表の座を射止めるまでには至らなかった。全日本選手権への出場は最終的に、当時最多となる12回を数えた。
現役引退後は、2001年4月より母校・天理高校柔道部の監督として後進の指導に当たっている。教え子に、2010年世界選手権優勝の穴井隆将など。

## 主な戦績
- 1988年　-　全国高等学校柔道選手権大会　優勝
- 1988年　-　国際高校柔道選手権大会（団体戦）　優勝
- 1990年　-　全日本学生柔道体重別選手権大会　2位
- 1991年　-　正力松太郎杯国際学生柔道大会　優勝
- 1991年　-　全日本学生柔道体重別選手権大会　3位
- 1991年　-　全日本学生柔道選手権大会　2位
- 1992年　-　正力松太郎杯国際学生柔道大会　2位
- 1992年　-　ドイツ国際　優勝
- 1992年　-　選抜体重別　優勝
- 1992年　-　全日本学生柔道選手権大会　2位
- 1993年-1995年　-　全日本柔道選手権大会　3位
- 1996年　-　嘉納杯　3位
- 1997年　-　ドイツ国際　優勝
- 1997年　-　講道館杯　2位
- 1998年　-　講道館杯　2位